# 超次元ゲイム ネプテューヌ GameMaker R:Evolution
『超次元ゲイム ネプテューヌ GameMaker R:Evolution』（ちょうじげんゲイム ネプテューヌ ゲームメーカー レボリューション）は、コンパイルハートより2023年8月10日発売のゲームソフト。対応プラットフォームはPlayStation 4・PlayStation 5・Nintendo Switch。2024年にXbox Series X/S版が日本国外でIdea Factory Internationalから発売予定。

## 概要
本作は『新次元ゲイム ネプテューヌVII』に登場した大人ネプテューヌが主人公のスピンオフ作品で、ゲーム会社をメインテーマとして扱っている。

## ストーリー
ゲームメーカーがシェアを得るために争い続けている別次元のゲイムギョウ界。シェアの獲得に失敗したゲームメーカー「ビクトリィー」に所属する女神のピピ、ジャーガ、リディオは、失敗女神の烙印を押されて存在の消滅を迎えようとしていたが、そこに次元を股に駆ける大人ネプテューヌと遭遇する。ピピ達は彼女がビクトリィーと自分達を救う存在と認識し、彼女をビクトリィーの社長に指名する。大人ネプテューヌはそれを快諾し、彼女達と共にビクトリィーの立て直しに掛かるのだった

## 登場人物

### 主要人物
ピピ、ジャーガ、リディオは女神化時、頭の上に天使の輪のようなものが追加されるが、他の女神のように別名称を持たない。
大人ネプテューヌ
声 - 田中理恵
本作の主人公。ピピ達にビクトリィーの社長に指名される。本作の次元に移動した際に、あらゆるものを閉じ込める「ねぷのーと」を紛失してしまう。
覚醒形態として、OVAに登場した「ジェネレーターユニット装着Ver.」をゲーム作品に逆輸入している。
ピピ
声 - 夏吉ゆうこ
プロデューサーを担当するビクトリィーに所属する失敗女神の一人。モチーフはピピンアットマーク。
ジャーガ
声 - 宮原颯希
演出や広報などを担当するビクトリィーに所属する失敗女神の一人。モチーフはAtari Jaguar。
リディオ
声 - 羊宮妃那
プログラムやグラフィックを担当するビクトリィーに所属する失敗女神の一人。モチーフは3DO。

### ファーストメーカーの女神
ネプテューヌ / パープルハート
声 - 田中理恵
プラネテューヌの社長女神。
ノワール / ブラックハート
声 - 今井麻美
ラステイションの社長女神。
ブラン / ホワイトハート
声 - 阿澄佳奈
ルウィーの社長女神。
ベール / グリーンハート
声 - 佐藤利奈
リーンボックスの社長女神。

### セカンドシスターズの女神
ネプギア / パープルシスター
声 - 堀江由衣
プラネギアの社長女神。
ユニ / ブラックシスター
声 - 喜多村英梨
ラステニータの社長女神。
ロム / ホワイトシスター
声 - 小倉唯
デュアルスモールの双子社長女神。
ラム / ホワイトシスター
声 - 石原夏織
デュアルスモールの双子社長女神。

### ゴールドサァド
本作は『VII』とは異なり、仲間にならない。
ビーシャ
声 - 竹達彩奈

シーシャ
声 - 戸松遥

エスーシャ
声 - 内田真礼

ケーシャ
声 - 日高里菜

### サブキャラクター
エフーシャ
声 - 中臣真菜

イーシャ
声 - 内田真礼

### 海賊メーカー「マジェカンパニー」
マジェコンヌ
声 - たかはし智秋
マジェカンパニーの社長。
コピー・ザ・ハード
声 - 真野恭輔

コピー・ザ・コード
声 - 柳木みり

コピー・ザ・アート
声 - 永木さくら

### 敵
クロワール
声 - かないみか
本作の次元に転移の際、大人ネプテューヌによって閉じ込められていたねぷのーとの封印から解放され、マジェカンパニーに身を潜めながら今まで通り愉快犯の行動を行う。
ザイコパス
クロワールが復活を目論むゲイムギョウ界で売れなかったゲームの大量の在庫を糧にする邪悪なるモンスター。
ザイコンヌ
声 - たかはし智秋
マジェコンヌがザイコパスに憑依されてしまい、異形化した本作の最終ボス。

## 主題歌
オープニングテーマ「Dream ON」
作詞・歌 - 彩音 / 作曲・編曲 - 石田秀登
エンディングテーマ「Trust My Heart」
作詞・歌 - 亜咲花 / 作曲 - 夢見クジラ / 編曲・Programming & Instrumental - Yocke、夢見クジラ

## スタッフ
- メインキャラクター（大人ネプテューヌ、ピピ、ジャーガ、リディオ、クロワール）デザイン - つなこ
- キャラクターデザイン - 平野克幸